# Тимошенко Віра Петрівна
Тимошенко Віра Петрівна (13 березня 1941, Київ, УРСР, Україна) — громадський діяч, заслужений працівник культури України, засновник Міжнародної асоціації гуманітарних та благодійних організаций і фондів України.

## Освіта і кар'єра
Народилась 13.03.1941 у Києві. 

Зустріч Віри Петрівни з Л.Кравчуком

Закінчила Київський торговельно-економічний інститут (1972). 

З 1972 по 1980 — працювала в Державному плановому комітеті УРСР,

з 1980 по 1985 — працювала в Радіотелеграфному агентстві України,

з 1985 по 1990 — заступник голови Київського відділення Радянського фонду культури,

з 1990 по 1994 — голова Київського фонду культури,

з 1994 — президент Міжнародного благодійного фонду «Духовна спадщина».
з 1996 році засновник Міжнародної асоціації гуманітарних та благодійних організацій і фондів України.

## Відзнаки
- Заслужений працівник культури України (Указ Президента України від 25.05.1994 № 1980),
- Орден «За заслуги» ІІІ ст. (1997),
- Міжнародна премія «Дружба» (1992),
- Золота медаль імені Т. Г. Шевченка (1992),
- Орден Христа Спасителя (Указ Патріарха Київського і всієї Руси-України від 15.05.2001 № 50),
- Посол Миру (2003),
- Орден Святого Рівноапостольного князя Володимира Великого ІІІ ступеня (Указ Патріарха Київського і всієї Руси-України від 17.06.2015 № 4414).